# 纲渊谦锭
纲渊谦锭（つなぶち けんじょう、1924年9月21日—1996年4月14日），日本作家。樺太廳（今庫頁島）出身。

## 生平
1953年东京大学英国文学科毕业，在《中央公论》编辑部和出版部任职。曾任《妇人公论》杂志总编辑。1971年2月退职，转任“日本笔会”事务局局长。其处女作《斩》，获第67回直木賞。著有《朔》、《伪军官始末记》、《北方领土史谈》等。